# Sangala antiphates
Sangala antiphates là một loài bướm đêm trong họ Geometridae.